# CAM Bordeaux
Le Club Athlétique Municipal de Bordeaux Tennis de table est un club de tennis de table français situé à Bordeaux. Il s'agit de la plus prestigieuse section du club omnisports du CAM Bordeaux.

## Histoire du club
La section a été créée en 1975 par Bernard Goeman, président jusqu'en 2001. Dès 1979, la section dispose d'une salle spécifique, 7, rue André-Maginot à Bordeaux Caudéran et embauche son premier salarié. 
Cinq ans plus tard, l'équipe masculine du club se retrouve déjà en Nationale 1. Il n'y resteront qu'une seule année. Quatre ans plus tard, c'est au tour de la section féminine d'intégrer l'élite et sous l'impulsion de Béatrice Agbrall, arrivée en 1985, le CAM Bordeaux remporte son unique titre de Champion de France au plus haut niveau. 
Les femmes resteront dans l'élite jusqu'en 2003, barré principalement par l'US Kremlin-Bicêtre, l'ACBB puis le Montpellier TT après le retrait des deuxièmes citées. Elles sont reléguées en Pro B en 2004 mais remontent aussitôt en Pro A grâce au titre de Champion de France de Pro B. Malheureusement, le club perd ses 17 matchs de championnat (le dernier match ayant été remporté sur tapis vert) et retourne en Pro B en compagnie de la section masculine, sortie de nulle part. 
Malheureusement, les deux sections sont reléguées en Nationale 1 en 2007. Trois ans plus tard, l'équipe féminine du club réussit son come-back en remontant en Pro B puis décroche son deuxième titre de Champion de France de Pro B mais refuse l'accession en Pro A à la suite du refus de la mairie de Bordeaux de payer des joueuses professionnelles. Le club engage donc en Pro B des jeunes pongistes issues du centre de formation.
Didier Mommessin, champion de France 1990, a dirigé le club entre 2004 et 2008.
Se sont ensuite succédé à la présidence : Philippe Jean, Adrien Bonnaud, Benoit Grange, Jean Domergue, Rhikesh Taucoory
Depuis 2016, l'équipe 1 masculine évolue en Nationale 2.
Lors de la première phase de la saison 2023/2024, le club a pour la première fois ses deux premières équipes en Nationale 2.
Le club est actuellement présidé par Stéphane Dubois.

## Palmarès
Seuls les titres nationaux et internationaux sont récapitulés dans le tableau ci-dessous.
| Saison     | Titres individuels | Titres par équipe |
| ---------- | --- | --- |
| 1975/1976  | Jean-Luc Roques : Champion de France junior double mixte | - |
| 1978/1979  | Nicoles Pierrettes : Médaille d'argent juniors simple | - |
| 1980/1981  | Bernard Goeman : Médaille de bronze aux vétérans | - |
| 1984/1985  | - | Champion de France de Nationale 1 Féminine |
| 1987/1988  | Caroline Creuze : Championne de France Cadette | - |
| 1990/1991  | Caroline Creuze : Championne de France Juniors | - |
| 1991/1992  | Caroline Creuze et S Derrien : Championne de France Double Seniors | G Darricareres, C Alphand et J Badet sont Champions de France Interclubs Cadets |
| 1992/1993  | - | Troisième du Challenge National Bernard Jeu |
| 1994/1995  | - | Troisième du Challenge National Bernard Jeu |
| 1996/1997  | - | Demi-finaliste de la TT Intercup Hommes |
| 1997/1998  | Eleonore Flory : Championne de France Cadette | Demi-finaliste de la TT Intercup Hommes |
| 2001/2002  | Paul Lavergne : Champion de France Benjamin · Fanny Leinenweber : Médaille de Bronze en Simple Minime · Sandrine Morel et Sabrina Fernandez : Championnes de France Double Seniors | - |
| 2002/2003  | Paul Lavergne : Médaille de Bronze en Simple Minime | Le Club est Médaille de Bronze aux Interclubs |
| 2003/2004  | Paul Lavergne : Médaille d'Argent en Simple Minime et Médaille de Bronze en Double Minime | Le Club est Médaille d'Argent aux Interclubs · Le Club est Médaille de Bronze aux Championnats de France des Clubs                                                                                           |
| 2004/2005  | - | L'équipe de Pro B Féminine est Championne de France · Deuxième du Challenge National Bernard Jeu |
| 2005/2006  | Paul Lavergne : Champion de France Cadet en Simple et en Double · Champion de France en Double Juniors · Fanny Leinenweber : Médaille de Bronze en Simple Juniors · Anne-Sophie Jean : Championne de France Minime | - |
| 2006/2007  | Romain Ruiz : Médaille de Bronze en Simple et Double Benjamin · Fanny Leinenweber et Julie Ehrmann : Médaille de Bronze en Double Juniors · Romain Ruiz et Corentin Ehrmann : Médaille de Bronze en Double Minime | Deuxième du Challenge National Bernard Jeu |
| 2007/2008  | Romain Ruiz : Médaille d'Argent Simple Benjamin · Fanny Leinenweber et Julie Ehrmann : Médaille de Bronze en Double Juniors · Anne-Sophie Jean : Championne de France Cadette | Le Club est Champion de France des Clubs · Le Club fait Médaille de Bronze aux Interclubs Minimes · Vainqueur du Challenge National Bernard Jeu · L'équipe 2 garçons est championne de France de Nationale 3 |
| 2008/2009  | Paul Lavergne : Médaille de Bronze Simple Juniors et Médaille de Bronze en Double Juniors · Romain Ruiz : Champion de France Double Minimes · Alexandre Cassin : Champion de France Double Benjamins | - |
| 2009/2010  | Romain Ruiz : Champion de France Minime · Médaille de Bronze en Double · Alexandre Cassin : Médaille d'Argent Double Minimes | R Ruiz, A Cassin et V Ferrer sont Champions de France Interclubs Minimes |
| 2010/2011  | Anne-Sophie Jean : Médaille de Bronze en Simple Juniors · Alexandre Cassin : Champion de France Simple et Double Minimes · Champion de France Cadet · Vainqueur des tableaux Cadets des Opens internationaux de Hongrie et de République tchèque · Marina Berho : Médaille d'Argent Double Juniors                                                                                    | L'Équipe de PRO B Féminine est Championne de France |
| 2011/2012  | Géraldine Moreau Médaille de Bronze aux championnats de France Vétérans, catégorie V1 Dames en simple et en doubles · Marina Berho championne de France simple et double junior · Pauline Ogriné Médaille de Bronze aux championnats de France Cadettes · Robin Freysz Champion de France par classements, catégorie -1300 points                                                     | Pauline Ogriné : Championne de France des régions Cadette avec l'aquitaine Arnaud Gireau et Alexandre Même : Médaille de Bronze aux championnats de France des régions Minimes avec l'aquitaine ·            |
| 2012/2013  | Anaïs Salpin médaille de bronze aux championnats de France juniors en double | |
| 2013/2014  | Jean Domergue médaille de bronze aux championnats de France vétérans, catégorie V1 en double messieurs Géraldine Moreau médaille d'argent aux championnats de France vétérans, catégorie V1 en double dames | |
| 17/05/2015 | Arnaud GIREAU, médaille d'argent avec son coéquipier Alois VOETS. Ils s’inclinent en finale dans le tableau double garçons du championnat de France individuels CADETS de tennis de table qui avait lieu les samedi 16 et dimanche 17 mai à Villeneuve-sur-Lot. | |
| 2015/2016  | Kenji Hotan Champion de France par classements, catégorie -1300 points | |
| 2019/2020  | | Arthur Dubois : Champion de France des régions Minimes avec la Nouvelle Aquitaine |
| 2020/2021  | Arthur Dubois : Champion de France Double Minimes avec Nathan Doussinet | |
| 2022/2023  | Arthur Dubois : Champion de France Double Cadets avec Nathan Doussinet Sasha Campagne: médaille de bronze aux championnats de France Minimes en double avec Raphaël Cammas Raphaël Cammas: médaille de bronze aux championnats de France Minimes en double avec Sasha Campagne Raphaël Cammas: médaille de bronze aux championnats de France Benjamin en double avec Gabriel Tramonti | |
| 2023/2024  | Géraldine Moreau: médaille de bronze aux championnats de France Vétérans en double mixte catégorie V2. | Sasha Campagne : Champion de France des régions Minimes avec la Nouvelle Aquitaine |

## Bilan par saison
Saisons en Superdivision ou Pro uniquement

### Équipe féminine
| Saison    | Championnat                 | Cl                          | Pts                         | J                           | V                           | N                           | D                           | Pp                          | Pc                          | Diff                        |
| --------- | --------------------------- | --------------------------- | --------------------------- | --------------------------- | --------------------------- | --------------------------- | --------------------------- | --------------------------- | --------------------------- | --------------------------- |
| 2011-2012 | Pro B                       | 10e                         | 22                          | 18                          | 0                           | 4                           | 14                          | 24                          | 68                          | -44                         |
| 2010-2011 | Pro B                       | Champion                    | 42                          | 16                          | 12                          | 2                           | 2                           | 57                          | 30                          | +27                         |
| 2008-2010 | Deux saisons en Nationale 1 | Deux saisons en Nationale 1 | Deux saisons en Nationale 1 | Deux saisons en Nationale 1 | Deux saisons en Nationale 1 | Deux saisons en Nationale 1 | Deux saisons en Nationale 1 | Deux saisons en Nationale 1 | Deux saisons en Nationale 1 | Deux saisons en Nationale 1 |
| 2007-2008 | Pro B                       | 10e                         | 25                          | 18                          | 1                           | 5                           | 12                          | 28                          | 64                          | -36                         |
| 2006-2007 | Pro B                       | 4e                          | 38                          | 18                          | 8                           | 4                           | 6                           | 49                          | 44                          | +5                          |
| 2005-2006 | Pro A                       | 10e                         | 20                          | 18                          | 1                           | 0                           | 17                          | -                           | -                           | -                           |
| 2004-2005 | Pro B                       | Champion                    | 45                          | 16                          | 14                          | 1                           | 1                           | 61                          | 20                          | +41                         |
| 2003-2004 | Pro A                       | 8e                          | 14                          | 14                          | 0                           | 0                           | 14                          | 11                          | 56                          | -45                         |
| 2002-2003 | Superdivision               | 5e                          | 24                          | 14                          | 5                           | -                           | 9                           | -                           | -                           | -                           |
| 2001-2002 | Superdivision               | 5e                          | 28                          | 14                          | 7                           | -                           | 7                           | -                           | -                           | -                           |
| 2000-2001 | Superdivision               | -                           | -                           | -                           | -                           | -                           | -                           | -                           | -                           | -                           |
| 1999-2000 | Superdivision               | 4e                          | 32                          | 14                          | 9                           | -                           | 5                           | -                           | -                           | -                           |

### Équipe masculine
| Saison    | Championnat   | Cl | Pts | J  | V | N | D  | Pé | Pp | Pc | Diff |
| --------- | ------------- | -- | --- | -- | - | - | -- | -- | -- | -- | ---- |
| 2007-2008 | Pro B         | 9e | 17  | 16 | 0 | 1 | 15 | -  | 17 | 63 | -46  |
| 2005-2006 | Pro B         | 8e | 31  | 18 | 5 | 4 | 8  | 1  | 40 | 51 | -11  |
| 2004-2005 | Pro B         | 6e | 28  | 16 | 6 | 0 | 10 | -  | 37 | 45 | -8   |
| 1999-2000 | Superdivision | 8e | 15  | 14 | 1 | - | 13 | -  | 16 | 52 | -36  |

## Saison 2012/2013

### Recrues
- Song LIU, N°19 FFTT, N°97 ITTF. C'est incontestablement un des grands noms de la PRO A et du ping pong mondial qui a rejoint le CAM Bordeaux pour la saison 2012/2013. Cestadais depuis 10 saison et maintenant camiste, il va participer cet été à ses 4e jeux olympiques d'affilée.
- Anaïs SALPIN, N°276 FFTT. Gauchère, au service dévastateur, championne de France benjamine 2010 en simple et en double, médaillée de bronze en simple et médaillée d'argent en double aux derniers championnats de France minimes, Anais, 13 ans, internationale, rejoint le CAM pour la saison 2012/2013 en intégrant l'équipe de nationale 1 féminine.
- Marion REMAUD, N°161FFTT. Poitevine d'origine, Marion a un déjà un palmarès bien fourni. Médaillée de bronze aux Championnats de France 2007 en double minime, médaillée de bronze aux Championnats de France 2009 en simple cadette, championne de France juniors 2011 en double et internationale jeune, Championne de France de ProB 2011/2012 avec Poitiers, Marion rejoint le CAM Bordeaux pour la prochaine saison.

Une vidéo présente ces trois recrues : https://www.youtube.com/watch?v=txJgI26HXgs&feature=player_embedded

### Équipe Fille
Après avoir terminé la saison précédente à la 10e place de ProB féminine, l'équipe est engagée en nationale 1. Cette équipe est composée de jeunes joueuses françaises, issues du Pôle France de Talence.
- Marie Vincent n°95 FFTT
- Alice Bocquier n°112 FFTT
- Marino Remaud n°135 FFTT
- Pauline Ogrine n°172 FFTT
- Anaïs Salpin n°284 FFTT

### Équipes Garçons
Le club engage 11 équipes à tous les niveaux allant de la Nationale 2 à la Départementale 4 : Nationale 2, Pré-Nationale, Régionale 1, 2 équipes en Régionale 2, Pré-Régional, Départementale 1, 2 équipes en Départementale 2, Départementale 3 et Départementale 4.
L'équipe engagée en nationale 3 lors de la première phase sera composée de joueurs qui ont été formés au club, renforcée par l'arrivée de Song LIU
- Song LIU n°19 FFTT
- Paul Lavergne n°171 FFTT
- Didier Mommessin n°222 FFTT
- Arnaud Luc n°711 FFTT
- Tanguy Goetz n°1300 FFTT
- Guillaume Labezon n°1100 FFTT

Cette équipe a accompli un parcours sans faute tout au long de l'année :
- Sept victoires en sept rencontres en première phase, ce qui leur permet d'accéder à la Nationale 2
- Six victoires et un match nul en deuxième phase, ce qui leur permet d'accéder à la Nationale 1 lors de la saison 2013/2014 !

## Anciens joueurs
- Xian Yifang
- Marina Berho
- Zhang Yi
- Romain Ruiz
- Alexandre Cassin
- Dexter Saint-Louis
- Eric Varin
- Yuri Bavaresco
- Ti Peng
- Anne-Sophie Jean
- Sandrine Morel
- Sabrina Fernandez